# Château de Saint-Germain-Laprade
Le château est un édifice situé à Saint-Germain-Laprade, en France.

## Localisation
Le château est situé sur le territoire de la commune de Saint-Germain-Laprade, dans le département  de la Haute-Loire, en région Auvergne-Rhône-Alpes.

## Description
Le château est une ancienne maison forte de construction classique, la majeure partie de la maison remonte au début du XVe siècle. Par la suite, elle a été remise au goût du jour à plusieurs époques, en particulier aux XVIIe et XIXe siècles avec l'adjonction d'une aile et la remise en état du décor intérieur. Ce dernier est varié, avec des portes et des cheminées de la fin des XVIe et XVIIe siècles, quelques plafonds de la même époque et quelques décors datant de la Restauration dont un papier peint de l'époque de Charles X. Cet édifice constitue un témoignage des petites seigneuries rurales du pays du  Velay.

## Historique
Le château appartient à la fin du XVIe siècle à la famille de Morgues. Claude de Morgues est consul du Puy. Son fils, Mathieu de Morgues (1582-1670), né au château, est un prêtre, un temps jésuite, aumônier de la reine Marie de Médicis ; réfugié aux Pays-Bas espagnols à partir de 1632, il y mène une activité de pamphlétaire contre la politique et la personne de Richelieu.

## Protection
Le château est inscrit partiellement au titre des monuments historiques par arrêté du 22 mars 1983.
Éléments protégés : le portail d'entrée ; les façades et toitures ; la cuisine avec sa cheminée au sous-sol ; le grand salon avec son décor et salle à manger avec son décor de toiles peintes au premier étage.